# Andrea Di Fulvio
Andrea Di Fulvio (Pescara, 21 giugno 1988) è un ex pallanuotista italiano, di ruolo centrovasca.

## Biografia
È figlio del pallanuotista Franco Di Fulvio. La madre Monica è un’insegnante di scuola nuoto alle Piscine Le Naiadi di Pescara. Anche i fratelli minori Francesco Di Fulvio e Carlo Di Fulvio sono pallanuotisti di caratura internazionale. Nel 2012 con la Rari Nantes Florentia è stato finalista in Coppa LEN.
Nel 2024 annuncia il ritiro dall'attività professionistica.

## Statistiche

### Presenze e reti nei club
Statistiche aggiornate al 10 gennaio 2011.
| Stagione         | Squadra          | Campionato       | Campionato | Campionato | Coppe nazionali | Coppe nazionali | Coppe nazionali | Coppe continentali | Coppe continentali | Coppe continentali | Totale | Totale |
| Stagione         | Squadra          | Comp             | Pres       | Reti       | Comp            | Pres            | Reti            | Comp               | Pres               | Reti               | Pres   | Reti   |
| ---------------- | ---------------- | ---------------- | ---------- | ---------- | --------------- | --------------- | --------------- | ------------------ | ------------------ | ------------------ | ------ | ------ |
| 2006-2007        | Pescara          | A2               | ?          | ?          |                 | -               | -               |                    | -                  | -                  | ?      | ?      |
| 2007-2008        | Florentia        | A1               | ?          | 3          |                 | -               | -               |                    | -                  | -                  | ?      | 3      |
| 2008-2009        | Florentia        | A1               | ?          | 5          |                 | -               | -               |                    | -                  | -                  | ?      | 5      |
| 2009-2010        | Florentia        | A1               | ?          | 10         |                 | -               | -               |                    | -                  | -                  | ?      | 10     |
| 2010-2011        | Florentia        | A1               | 11         | 4          |                 | -               | -               |                    | -                  | -                  | 11     | 4      |
| Totale Florentia | Totale Florentia | Totale Florentia | ?          | 22         |                 | -               | -               |                    | -                  | -                  | ?      | 22     |
| Totale carriera  | Totale carriera  | Totale carriera  | ?          | ?          |                 | -               | -               |                    | -                  | -                  | ?      | ?      |